# Липовка (Болховский район)
Липовка — деревня в Болховском районе Орловской области России. Входит в состав Однолуцкого сельского поселения.

## География
Деревня находится в северной части Орловской области, в лесостепной зоне, в пределах центральной части Среднерусской возвышенности, на расстоянии примерно 1 километра (по прямой) к востоку-юго-востоку (ESE) от города Болхова, административного центра района. Абсолютная высота — 215 метров над уровнем моря.
Часовой пояс
Деревня Липовка, как и вся Орловская область, находится в часовой зоне МСК (московское время). Смещение применяемого времени относительно UTC составляет +3:00.

## Население
| 2010 |
| ---- |
| 32   |

Половой состав
По данным Всероссийской переписи населения 2010 года в гендерной структуре населения мужчины составляли 56,3 %, женщины — соответственно 43,7 %.
Национальный состав
Согласно результатам переписи 2002 года, в национальной структуре населения русские составляли 59 % из 27 чел., азербайджанцы — 41 %.

## Транспорт
К западу от деревни проходит автодорога Р92.